# Haemaphysalis capricornis
Haemaphysalis capricornis är en fästingart som beskrevs av Harry Hoogstraal 1966. Haemaphysalis capricornis ingår i släktet Haemaphysalis och familjen hårda fästingar. Inga underarter finns listade i Catalogue of Life.